# فرودگاه رجاینا بیچ
فرودگاه رجاینا بیچ (به انگلیسی: Regina Beach Airport) یک فرودگاه خصوصی است که یک باند فرود خاک دارد و طول باند آن ۷۸۲ متر است. این فرودگاه در کشور کانادا قرار دارد و در ارتفاع ۵۶۴ متری از سطح دریا واقع شده است.